# Prioria pinnata
Prioria pinnata là một loài thực vật có hoa trong họ Đậu. Loài này được (Roxb. ex DC.) Breteler miêu tả khoa học đầu tiên năm 1999.